# 갱스타 부
롤라 샹트렐 미첼(Lola Chantrelle Mitchell, 1979년 8월 7일 ~ 2023년 1월 1일)은 예명  갱스타 부 (Gangsta Boo)로 알려져 있는 미국의 래퍼로, 미국 테네시주 멤피스에서 자란 미국의 여성 래퍼다. 그녀는 멤피스에 기반을 둔 힙합 그룹 스리 6 마피아의 첫 여성 멤버였다.두 번째 앨범인 Both Worlds *69가 발매된 지 몇 달 후인 2002년, 돈 문제와 앨범 홍보 문제로 밴드와 레이블에서 탈퇴했다. 그녀는 그 이후로 라 챗 (La Chat)과 옐라울프 (Yelawolf)와 같은 아티스트들과 함께 믹스테이프뿐만 아니라 솔로 음악 등 많은 음악들을 발매했다. 그녀는 또한 clipping과 Run The Jewels를 통해 앨범에 피처링되었다. 그녀는 여성 랩 / 힙합의 선구자로 일컬어져 왔다.

## 생애
롤라 샹트렐 미첼은 1979년 8월 7일 멤피스 (테네시주)에서 태어났다. 그녀는 나중에 부모가 이혼한 후 "후드로 이사"한 중산층 가정 출신이다. 그녀는 14살 무렵에 랩을 시작했다.

## 음악적 커리어
그녀의 첫 번째 솔로 앨범, Enquiring Minds은 1998년에 발매되었으며, 빌보드 탑 R&B/힙합 앨범 차트에서 15위, 빌보드 200에서 46위에 올랐다.  이 앨범은 빅 히트를 친 앨범인 Where Dem Dollas At!?.에 피쳐링 되었다.
부는 그녀의 2번째 앨범, Both Worlds *69를 2001년에 발매했으며, 이 곡은 R&B/Hip-Hop 차트에서 8위, 빌보드 200에서 29위에 올랐다. I2003년, 그녀는 세 번째 앨범 Enquiring Minds II: The Soap Opera.을 발매했다. 이 음반은 R&B/Hip-Hop 차트에서 53위, 인디펜던트 음반 차트에서 24위로 정점을 찍었다.
2009년, 부는 세 번째 공식 믹스테이프 The Rumors (following her previous mixtapes Street Ringers Vol. 1 & Still Gangsta)를 발표했다.그녀는 또한 두 개의 믹스테이프 DJ Fletch, Miss.Com (No DJ Version on iTunes)과 4 Da Hood를 출시했다. 2011년 6월 27일, 그녀는 그녀의 믹스테이프 Forever Gangsta를 Trap-A-Holics과 함께 발매했다. 2013년, 그녀는 스리 6 마피아의 스핀오프 그룹 다 마피아 6 (Da Mafia 6ix)에 합류했고 그들의 데뷔 믹스테이프 6ix Commandments에 중요한 피처링을 했다. 그녀는 2014년에 그룹에서 탈퇴했다.2014년 5월 27일, 라챗(La chat)과 협업한 EP, Witch가 출시되었다. 2014년 10월 14일, 갱스타 부는 비트 킹 (Beat King)과 팀을 이루어 공동 믹스테이프인 Underground Cassette Tape Music, Vol.1을 발매했다. 2018년, 후속 믹스테이프인 Underground Cassette Tape Music, Vol.2가 발매되었다.
그녀는 2020년에 발매된 Run The Jewels의 4번째 앨범 RTJ4에서 트랙 walking in the snow 에 피처링 되었다.

## 디스코그래피

### 솔로 앨범
- Enquiring Minds (1998)
- Both Worlds *69 (2001)
- Enquiring Minds II: The Soap Opera (2003)

### 스리 6 마피아와 합작
- Mystic Stylez (1995)
- Chapter. 1 The End (1996)
- Chapter 2: World Domination (1997)
- Tear Da Club Up Thugs (1999)
- When the Smoke Clears: Sixty 6, Sixty 1 (2000)
- Choices: The Album (2001)

### 프로펫 포제 (Prophet Posse)와 함께
- Body Parts (1998)

### 하이포타이즈 캠프 포제 (Hypnotize Camp Posse)와 함께
- Hypnotize Camp Posse (2000)

### 라 쳇 (La Chat)
- Witch (2014)

### 믹스테잎들
- Still Gangsta (DJ Smallz와 함께) (2006)
- Memphis Queen Is Back (Still Gangsta Slowed & Throwed) (2007)
- The Rumors (DJ Drama와 함께) (2009)
- Miss.Com (DJ Fletch와 함께) (2010)
- 4 Da Hood (DJ Fletch와 함께) (2011)
- Foreva Gangsta (Trap-A-Holics와 함께) (2011)
- It's Game Involved (2013)
- Underground Cassette Tape Music (Beatking와 함께) (2014)
- Candy, Diamonds & Pill's (2015)[15]
- Underground Cassette Tape Music 2 (Beatking와 함께) (2018)

### 찬조출연
- Y'all Ain't No Killaz (Gangsta Blac, Lord Infamous와 함께) (1996)
- A Couple of Jackers (Gangsta Blac와 함께) (1996)
- "How U Like It" (MAG와 함께) (1998)
- "We Starvin" (E-40, Krayzie Bone와 함께) (1999)
- "Move Bitch" (Lil Jon, YoungbloodZ, Three 6 Mafia, Chyna White, Don Yute와 함께) (1999)
- "I'll Call Before I Come" (OutKast와 함께, Eco 피쳐링) (2000)
- "BWA" (Foxy Brown, Mia X와 함께) (1998)
- "Tennessee Titans" (Tela, Yo Gotti, Haystack, Criminal Manne, Maru와 함께) (2004)
- "Da Blow" (Lil Jon & The East Side Boyz와 함께) (2005)
- "Don't You Got A Wife" (T.I.와 함께) (2005)
- "Trap Gurl" (구치 메인과 함께) (2006)
- "EBT Hoe" (Indo G, La Chat와 함께) (2007)
- "Stick Em Up" (구치 메인과 함께) (2007)
- "Hollywood Stars" (Lord T & Eloise과 함께) (2008)
- "I Love U No More" (DJ King SamS, Bobby Valentino, Norega과 함께) (2008)
- "We Gone Fight" (United Soldiers Affiliation, Hardiss & Contra One과 함께) (2008)
- "Imma Kash Getta" (Infamous-C와 함께, Tha Realest 피쳐링) (2009)
- "Gangsta (Remix)" (nfamous-C와 함께, The Game, Assassin, and Bless 피쳐링) (2009)
- "Call The Weedman" (구치 메인과 함께) (2009)
- "Aye Yo" (Drumma Boy, GK, Allie, B-Hav, Degree, Kris과 함께) (2009)
- "Game Plan" (Lord Infamous, T-Rock, II Tone과 함께) (2010)
- "Glass Slippers" (Smallz One와 함께) (2011)
- "Throw It Up" (Yelawolf, 에미넴과 함께) (2011)
- "Behave" (Drumma Boy, B-Hav, Gangsta Boo과 함께) from: The Birth Of D-Boy Fresh (2011)
- "Naturellement Suspect" (Gizo Evoracci, Kayse 피쳐링) (French Rappers) (2012)
- "Let's Fuck" (E-40 피쳐링) (2012)
- "From Da City" (DJ LL feat Drumma Boy, Kristyle, B-Hav, Lionheart, GK, Degree, Allie Baby & Gangsta Boo) from: Welcome To My City 2 (2012)
- "M.E.M.P.H.I.S." (Frayser Boy, Gangsta Boo, La Chat과 함께) from: Welcome To My City 2 (2012)
- "Rollin'" (Drumma Boy, B-Hav & Gangsta Boo과 함께) from: Welcome To My City 2 (2012)
- "Drum Gang" (Drumma Boy, B-Hav, Degree, GK, Kristyle, Allie Baby, 갱스타 부 피쳐링) from: Welcome To My City 2 (2012)
- "Move Back (Lil Jon)" (Jarren Benton, 갱스타 부 피쳐링) from: Freebasing With Kevin Bacon (2012)
- "Yea Hoe" (Sinjin Hawke, 갱스타 부 피쳐링) (2013)
- "UndergroundLegends" (본즈 (래퍼), 갱스타 부 피쳐링) from: "Cracker" (2013)
- "Bout To Be A Fight" (Lil Wyte and Frayser Boy, 갱스타 부 피쳐링)  from: B.A.R. (Bay Area Representatives) (2014)
- "Tonight" (Clipping., 갱스타 부 피쳐링) from: "CLPPNG"  (2014)
- "Love Again (Akinyele Back)" (Run the Jewels, 갱스타 부 피쳐링) from: Run the Jewels 2 (2014)
- "Run Up On Me (Nine Callisto, 갱스타 부 피쳐링)  from: Antisocial  (2014)
- "12345666" (Butter Bullets, 갱스타 부 피쳐링) from: Memento Mori  (2015)
- "Buck" (Brillz & LAXX, 갱스타 부 피쳐링)  from: Geekin EP  (2015)
- "Restless 90’S" (EDIDON Mitchy Slick 피쳐링) from: The Hope Dealer, Pt. 1 (2015)
- "Moving Slow" (Kholebeatz, La Chat, Joddski, Klish와 함께) (2017)
- "Long Way Home" (Junglepussy, 갱스타 부 피쳐링) from: Jp3  (2018)
- "Gold Teeth" (Blood Orange, Project Pat, 갱스타 부, Tinashe) from: Angel's Pulse  (2019)
- "Stamina (갱스타 부 피쳐링)" (Junglepussy) from: JP4 (2020)
- "Walking in the Snow" (Run the Jewels) from: Run the Jewels 4 (2020)